# Công viên Lịch sử Quốc gia và Khu bảo tồn Sinh thái Vịnh Salt River

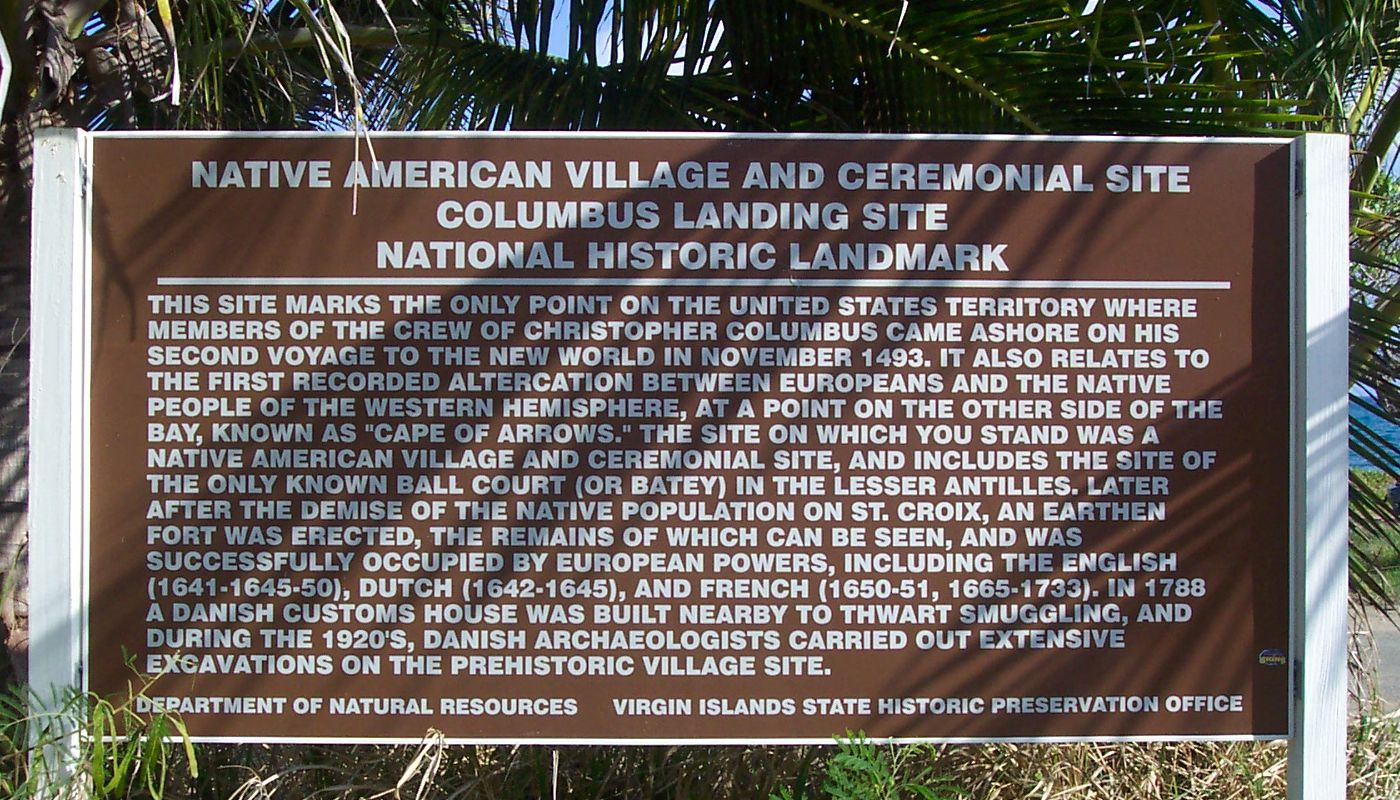
Bảng lưu niệm

Công viên Lịch sử Quốc gia và Khu bảo tồn Sinh thái Vịnh Salt River là một đơn vị của Cục Công viên Quốc gia trên đảo St. Croix thuộc Quần đảo Virgin thuộc Hoa Kỳ.